# KamAZ-6522
Der KamAZ-6522 (russisch КамАЗ-6522) ist ein Lastwagen aus der Produktion des KAMAZ-Werks in Nabereschnyje Tschelny. Erste Prototypen des schweren Kippers mit Allradantrieb entstanden 1996. Das Fahrgestell dieses Typs ist Basis für eine ganze Reihe von Lkw des Herstellers.

## Fahrzeugbeschreibung

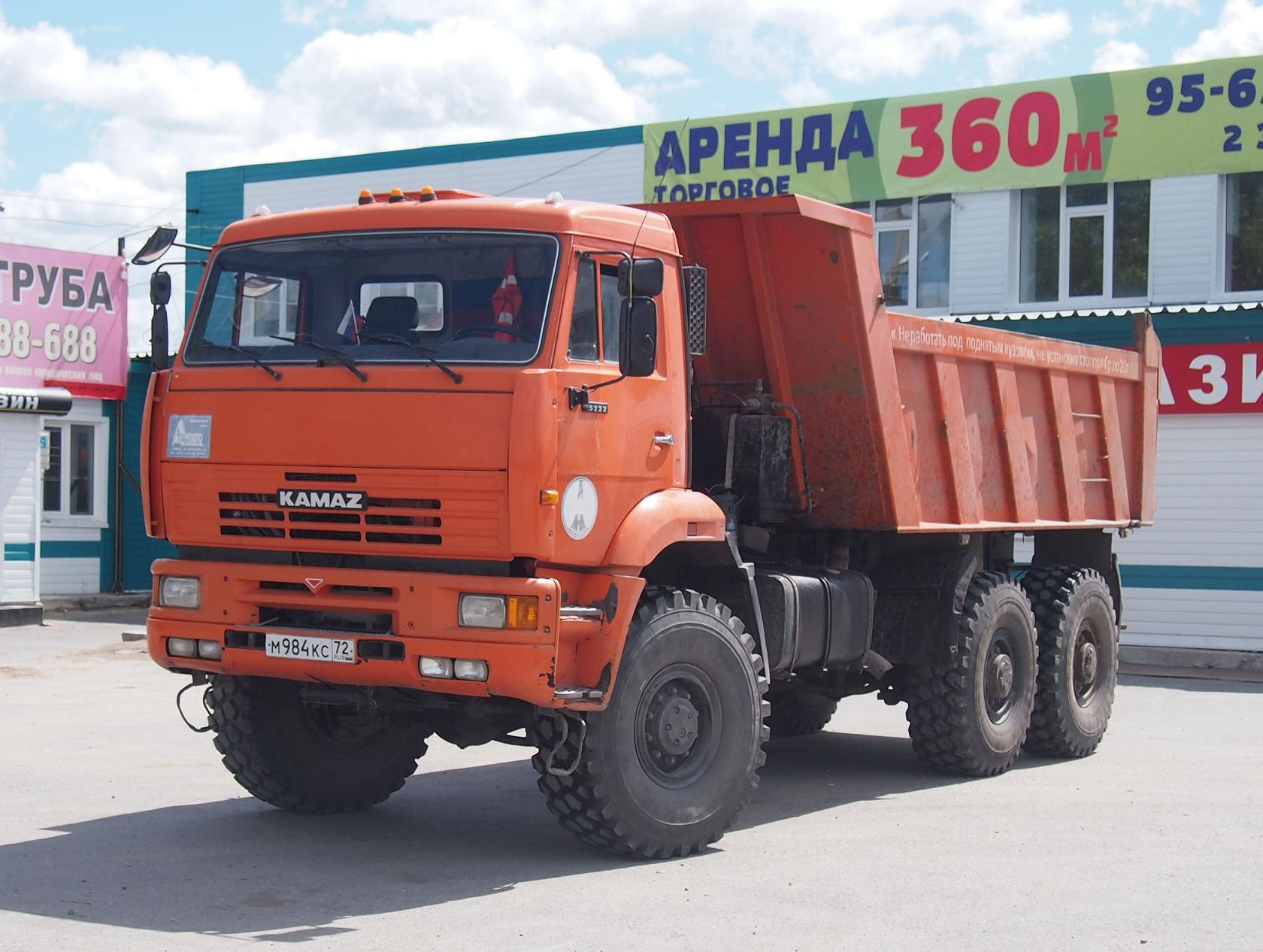
KamAZ-65222 mit geringerer Nutzlast und großer Einzelbereifung (2014)

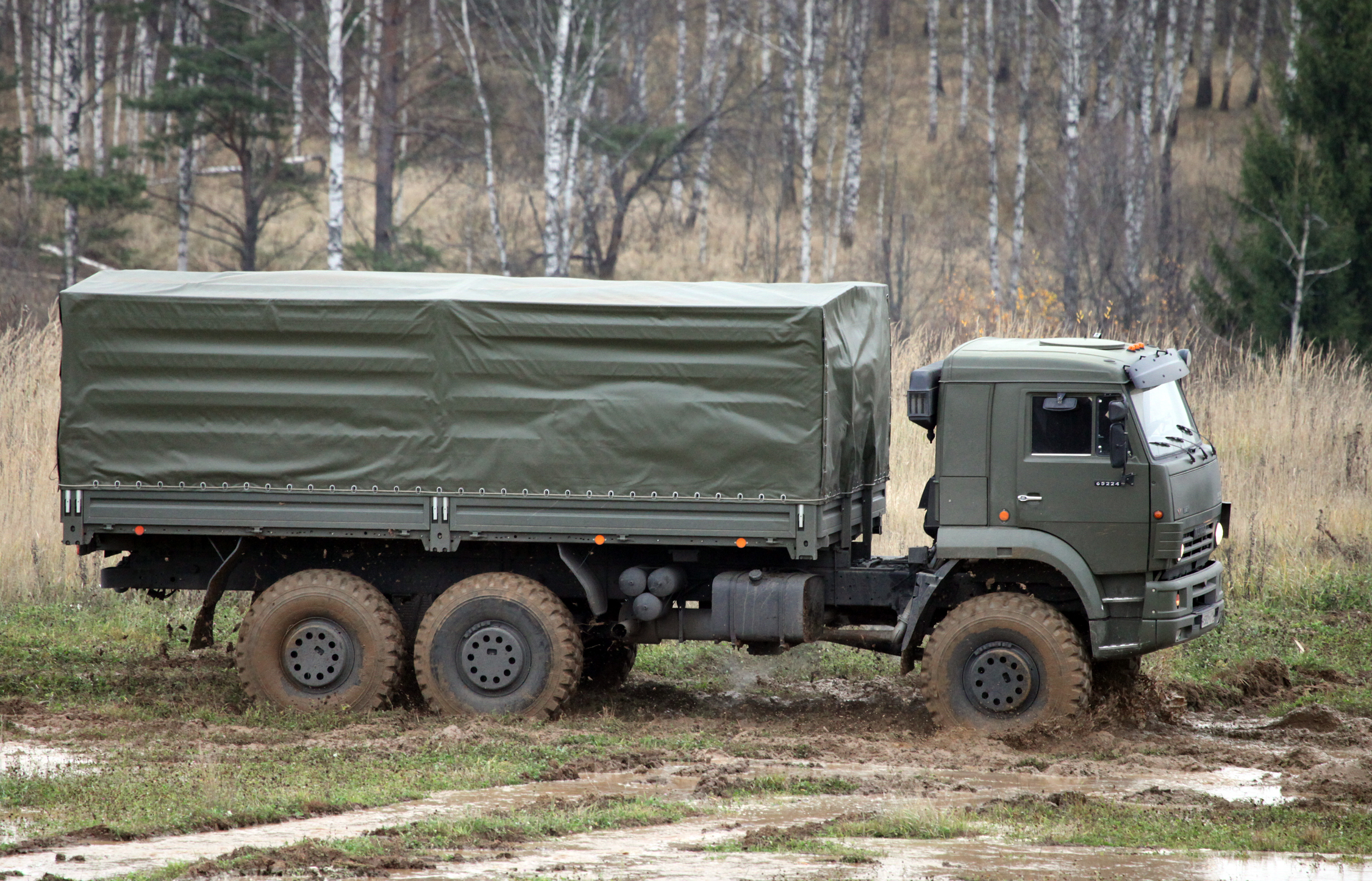
Pritschenwagen KamAZ-65224 für das Militär (2012)

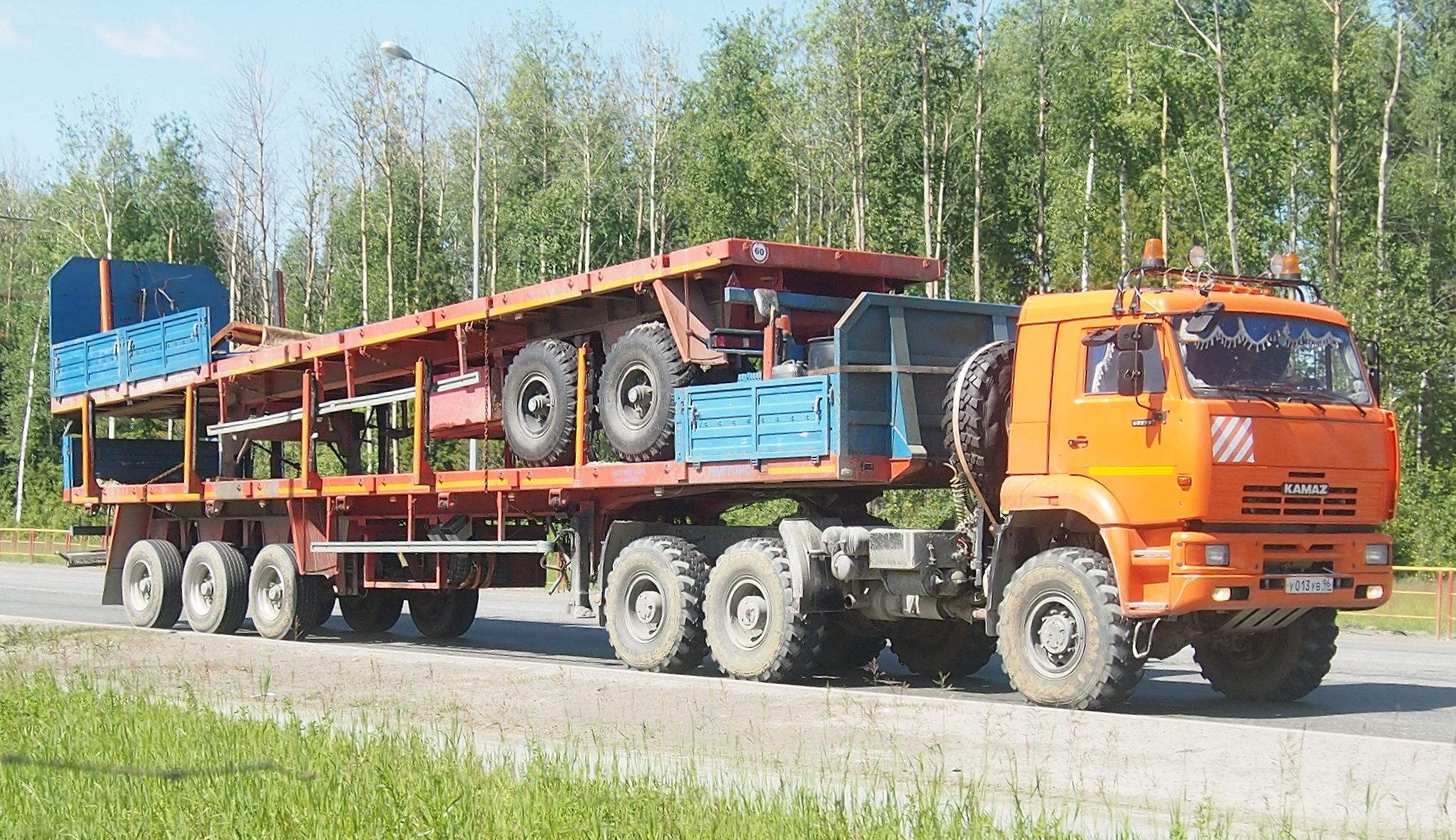
Sattelzugmaschine KamAZ-65225 (2015)

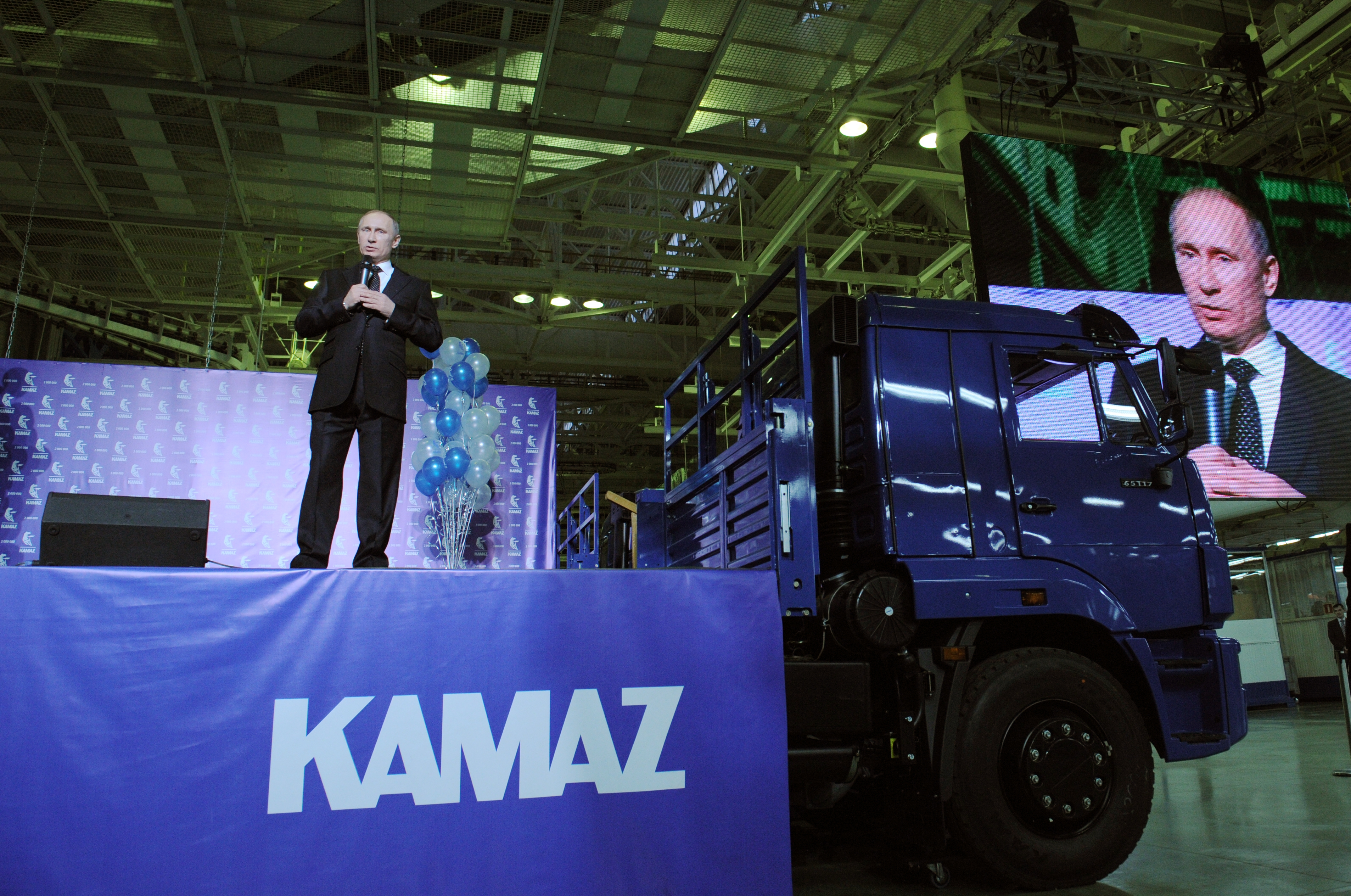
Wladimir Putin bei einer Rede auf der Ladefläche des zweimillionsten Lastwagen des Werks, einem KamAZ-6522 (2012)

Erste Fahrzeuge der Typen KamAZ-6522 und KamAZ-6520 (ohne Allradantrieb) entstanden 1996. Nicht exakt klar ist, wann die Serienfertigung begann. Einige Quellen sprechen von 2002, auf der Herstellerwebseite findet sich der Lkw mindestens seit 2005.
Mit Stand 2016 werden in der Grundversion Motoren aus hauseigener Fertigung verbaut. Der großvolumige Dieselmotor mit knapp zwölf Litern Hubraum leistet 400 PS (294 kW) und hat ein Drehmoment von knapp 1800 Nm. Das handgeschaltete Achtganggetriebe mit Geländeuntersetzung ist ein Zulieferteil des deutschen Unternehmens ZF Friedrichshafen. Das Fahrzeug ist in der Lage, Gewässer bis 1,80 Meter Tiefe zu durchfahren, was neben dem Allradantrieb die Geländegängigkeit erhöht.
Neben dem Aufbau als Kipper liefert der Hersteller auch Sattelzugmaschinen, Pritschenwagen und Fahrgestelle auf Basis des KamAZ-6522. Zudem werden Schwerlastzugmaschinen gebaut, auch mit der abweichenden Antriebsformel 8×8.
Im Februar 2012 baute KAMAZ den zweimillionsten Lastwagen der Unternehmensgeschichte, ein Fahrgestell vom Typ KamAZ-6522. Zu diesem Anlass besuchte auch Präsident Wladimir Putin das Werk. Seit 2016 gibt es mit dem KamAZ-65802 einen Nachfolger für das Fahrzeug.

## Modellvarianten
Im Laufe der Bauzeit des KamAZ-6522 wurden verschiedene Fahrzeuge entwickelt, die auf seiner Technik aufbauen. Dabei wurde häufig nur der Aufbau getauscht, teilweise aber auch zum Beispiel die Anzahl der Achsen verändert. Die folgende Liste erhebt keinen Anspruch auf Vollständigkeit.
- KamAZ-6522 – Grundversion als Kipper mit Straßenbereifung und 19 Tonnen Nutzlast.
- KamAZ-65221 – Sattelzugmaschine auf Basis KamAZ-6522 mit Geländebereifung. Ausgelegt für Sattelzüge bis etwa 62 Tonnen.
- KamAZ-65222 – Kipper mit reduzierter Nutzlast von 13 Tonnen und Geländebereifung, seit 2008 gebaut.
- KamAZ-65224 – Militärischer Pritschenwagen mit etwa 18 Tonnen Nutzlast.
- KamAZ-65225 – Sattelzugmaschine für Züge bis 75 Tonnen Gesamtgewicht.
- KamAZ-65226 – Schwerlastzugmaschine für Sattelzüge bis 97 Tonnen Gesamtgewicht.
- KamAZ-65228 – Vierachsige, allradgetriebene Schwerlastzugmaschine für Sattelzüge bis 120 Tonnen Gesamtgewicht.

## Technische Daten
Die hier aufgeführten Daten gelten für Fahrzeuge vom Typ KamAZ-6522, wie sie der Hersteller Mitte 2016 anbietet. Über die Bauzeit hinweg und aufgrund verschiedener Modifikationen an den Fahrzeugen können einzelne Werte leicht schwanken.
- Motor: Viertakt-V8-Dieselmotor
- Motortyp: KamAZ-740.632-400
- Leistung: 400 PS (294 kW)
- maximales Drehmoment: 1766 Nm
- Hubraum: 11,76 l
- Bohrung: 120 mm
- Hub: 130 mm
- Verdichtung: 17,9:1
- Abgasnorm: EURO 4
- Getriebe: manuelles Achtgang-Schaltgetriebe mit Geländeuntersetzung
- Getriebetyp: ZF 16S1820 von ZF Friedrichshafen
- Höchstgeschwindigkeit: 80 km/h
- Antriebsformel: 6×6
- Bordspannung: 24 V
- Lichtmaschine: 28 V, 3000 W

Abmessungen und Gewichte
- Länge: 7880 mm
- Breite: 2500 mm
- Höhe: 3280 mm
- Radstand: 3600 + 1440 mm
- Wendekreis: 25 m
- Leergewicht: 14.025 kg
- Zuladung: 19.000 kg
- zulässiges Gesamtgewicht: 33.100 kg
- maximale Achslast vorne: 7500 kg
- maximale Achslast hinten (Doppelachse): 25.600 kg
- maximale Wattiefe: 1800 mm